# Gottlieb-Daimler-Schule (Sindelfingen)
Unter dem Namen Gottlieb-Daimler-Schule firmieren zwei öffentliche berufsbildende Schulen im Technischen Schulzentrum in Sindelfingen: die Gottlieb-Daimler-Schule 1 und die Gottlieb-Daimler-Schule 2. Schulträger beider Schulen ist der Landkreis Böblingen. Namensgeber ist der Ingenieur und Kraftfahrzeugbau-Pionier Gottlieb Daimler.

## Gottlieb-Daimler-Schule 1

### Ausbildungsrichtungen
Die Gottlieb-Daimler-Schule 1 bietet in Berufsschulen, Berufsfachschulen, Sonderberufsschulen, Berufsvorbereitungsjahren (BEJ und VAB), Berufskollegs und in der Fachschule für Technik (Maschinenbau) die Ausbildung in den folgenden Berufsfeldern an:
- Anlagenmechanik/SHK
- Farbtechnik
- Feinwerkmechanik
- Fertigungsmechanik
- Industriemechanik
- Kfz-Technik
- Konstruktionsmechanik
- Maschinenbau
- Metallbautechnik und Metallwerker
- Technisches Produktdesign
- Verfahrensmechanik für Beschichtungstechnik

Eine Berufsaufbauschule bietet außerdem die Möglichkeit, die Fachschulreife zu erlangen. Der Besuch des Technischen Gymnasiums in der drei Jährigen Aufbauform der GDS 1 führt zur allgemeinen Hochschulreife (Abitur). Angebotene Profile sind hierbei: Mechatronik (T/Mec) (früher Technik), Informationstechnik (IT), Gestaltungs- und Medientechnik (GMT) und Technik und Management (TuM).
Schulleiter ist Jürgen Patermann.

### Besonderheiten
Schulpartnerschaften nehmen an der Gottlieb-Daimler-Schule 1 einen besonderen Stellenwert ein. Die multilateralen Kontakte der GDS 1 ins In- und Ausland sollen die interkulturelle und kommunikative Kompetenz der Schüler fördern sowie deren internationale Berufsfähigkeit. Es existieren einerseits Partnerschaften, deren primäres Ziel das Erlernen und Vertiefen einer Fremdsprache ist (z. B. mit Singapur), andererseits auch Kooperationen in den Bereichen Technik oder Design mit Ländern, deren Sprache an der GDS 1 nicht unterrichtet wird (z. B. mit Schweden oder Ungarn). Die gemeinsamen Projekte sind themenbezogen, erlebnis- und produktionsorientiert ausgerichtet, mit dem Ziel den persönlichen Kontakt und das selbstständige Planen, Konstruieren und Arbeiten der Teilnehmer zu fördern.
- Comenius ist eine Aktion des europäischen Programms SOKRATES im Bereich Schulbildung. Die Schule bindet dieses Projekt als Wahlpflichtfach in den Unterricht der dreijährigen Fachschule für Technik und im Technischen Gymnasium ein. Dabei arbeitet sie mit vier ausländischen Schulen aus Győr (Ungarn), Piteå (Schweden), Vaasa (Finnland) und Fano (Italien) gemeinsam an der Fragestellung zu Lösungen für einen umfangreichen innovativen Technologiewandel mit Schwerpunkt auf der Energieeffizienz in Europa. Die teilnehmenden Schüler sollen durch das Projekt insbesondere in den Bereichen „nationale und internationale Berufsfähigkeit“ und „interkulturelle Kompetenz“ gestärkt und gefördert werden.
- Unternehmertum zu üben ist der Sinn des Wahlpflichtfachs „Übungsfirma“ für Techniker der Gottlieb-Daimler-Schule 1. Reale Wirtschaftsprozesse werden simuliert, indem man verschiedene Produkte selbstständig herstellt und vermarktet. Die Rechtsform der Übungsfirma ist eine eingetragene Genossenschaft, die sich in vier Ressorts gliedert: Management, Personal, Rechnungswesen und Ressourcen. Die entsprechenden Posten werden von den teilnehmenden Schülern besetzt, welche die Übungsfirma durch verschiedene Projekte am Laufen halten. Eines dieser Projekte ist die Arbeitsplatzoptimierung von Behinderten der Gemeinnützigen Werkstätten. Weitere befassen sich beispielsweise mit der Produktion und dem Verkauf von Drehteilen für eine Dampfmaschine oder von Buchstützen für das Landratsamt.
- In der Juniorfirma PromoTechJr. als Unterabteilung der Übungsfirma tragen die Schüler schon während ihrer Ausbildungszeit die volle Verantwortung: Anders als in der Übungsfirma wird hier nicht mit fiktiven Waren und Dienstleistungen gehandelt, sondern es werden mit echten Produkten reale Geschäftsprozesse durchgeführt. Die Produktqualität und Kundenzufriedenheit stehen an oberster Stelle.
- Schon seit den 1990er Jahren existiert die Schulpartnerschaft der GDS 1 mit dem ITE (Institute of Technical Education) in Singapur, die 2009 um fünf Jahre verlängert wurde. Hauptinhalt dieses Austauschprogramms ist die Durchführung regelmäßiger E-Mail- und Videokonferenz-Projekte mit wechselnden Schülergruppen, bei denen ausschließlich in englischer Sprache kommuniziert wird. Auf diese Weise sollen die Jugendlichen nicht nur die Fremdsprache in der Praxis anwenden, sondern auch den Umgang mit moderner Technik lernen, während sie internationale Kontakte knüpfen. Weitere Felder der Zusammenarbeit sind der regelmäßige Lehrer- und Schüleraustausch in der Fachschule für Technik. So unterstützt die GDS 1 das ITE in Singapur aktiv beim Aufbau und Betrieb einer Fachschule nach baden-württembergischem Vorbild.

## Gottlieb-Daimler-Schule 2
Die Gottlieb-Daimler-Schule 2 bietet in einem Technischen Gymnasium, in Berufsschulen, Fachschulen, Berufsfachschulen, Berufskollegs und Berufsvorbereitungsjahren Unterricht mit den Schwerpunkten:
- Elektro- und Kommunikationstechnik
- Holztechnik
- Informatik
- Körperpflege und Gesundheit sowie
- Medientechnik

Seit 2011 gibt es ein Technisches Gymnasium für Umwelttechnik im E-Gebäude der Gottlieb-Daimler-Schule 2.
Im September 2012 wurde die bis dahin eigenständige Akademie für Datenverarbeitung Böblingen mit der Gottlieb-Daimler-Schule 2 zusammengeschlossen.
Schulleiter ist Christian Hopf.

## Geschichte des Schulzentrums
Die Geschichte des Schulzentrums beginnt Ende des Jahres 1857 mit der Gründung der Gewerblichen Fortbildungsschule Sindelfingen; anfangs erteilt ein Realschullehrer 30 Schülern wöchentlich vier Stunden Unterricht. Darauf aufbauend wird am 1. Mai 1910 die Gewerbeschule Sindelfingen eröffnet. Der Unterricht erfolgt in 14 Fächern in den Fachabteilungen für die maschinen- und hochbautechnischen sowie für die kunstgewerblichen Berufe.
Nach dem Ersten Weltkrieg unterrichtet ab 1919 erstmals ein hauptberuflicher Lehrer inzwischen 122 Gewerbeschüler. Etwa die Hälfte der Schüler kommt aus dem 1915 in Sindelfingen in Betrieb genommenen Werk der Daimler-Motoren-Gesellschaft. 1927 hat die Schule drei hauptberufliche Lehrer, die etwa 200 Schüler unterrichten. Erstmals wird auch Werkstattunterricht in verschiedenen Betrieben eingeführt, die Vorläufer des heutigen Technologie-Labors. 1938 erhält die Schule den Namen Gewerbliche Berufsschule Sindelfingen.
Nach dem Zweiten Weltkrieg erholt sich die Berufsschule nur mühsam. 1946 werden in elf Klassen 330 Schüler von nur zwei Lehrern unterrichtet, weil viele Lehrer vom Dienst suspendiert oder in Gefangenschaft geraten sind.
1952 beschließt der Schulträger, die Schüler des gewerblichen Bereichs in Sindelfingen und die Schüler des kaufmännischen Bereichs in Böblingen zusammenzufassen. Ein Neubau der Berufsschule außerhalb des Stadtzentrums wird geplant und ab 1955 umgesetzt. Zu diesem Zeitpunkt werden über 1000 Schüler in 38 Klassen von mittlerweile 11 Lehrern unterrichtet.
Bis 1987 entsteht in sechs Bauabschnitten das heutige Schulgebäude. Eingegliedert werden die ehemalige Webschule Sindelfingen als Textilabteilung und das Berufsfeld Körperpflege. Die Technikerschule für Blechverarbeitung und Datenelektronik und das Technische Gymnasium werden ins Leben gerufen. Werkstätten für das Berufsfeld Holztechnik entstehen. 1957 wird die Technikerschule gegründet, 1969 das Technische Gymnasium.
Zweimal wechselt die Schule in dieser Zeit noch ihren Namen: Von Gottlieb-Daimler-Schule Sindelfingen. Gewerbliche Berufs- und Fachschule (1955) zu Gottlieb-Daimler-Schule Sindelfingen. Gewerbliches Schulzentrum (1976). 1998 erhält die Schule dann ihren heutigen Namen Gottlieb-Daimler-Schule. Technisches Schulzentrum Sindelfingen.
Da inzwischen die Schülerzahl auf über 4.000 und das Lehrerkollegium auf 220 Personen angewachsen ist, wird die Schule am 1. Februar 1999 mit einem Festakt in Gottlieb-Daimler-Schule 1 und Gottlieb-Daimler-Schule 2 geteilt. Diese Schulen existieren fortan organisatorisch unabhängig und entwickeln eigene Profile.
Die Gewerbliche Schule Sindelfingen hat 2007 ihr 150-jähriges, die Gottlieb-Daimler-Schulen feiern ihr 50-jähriges Jubiläum.

## Bekannte Schüler
- Lutz Ackermann (* 1941), Bildhauer, war von 1955 bis 1958 im Zuge seiner Ausbildung zum Feinblechner bei Daimler-Benz Schüler an der GDS.
- Karl Höing (* 1957), Textildesigner, war von 1979 bis 1980 im Zuge seiner Ausbildung zum Weber Schüler an der GDS.
- Thomas D (* 1968), Musiker, war von 1985 bis 1988 im Zuge seiner Ausbildung zum Friseur Schüler an der GDS.